# سازمان بهزیستی کشور
سازمان بهزیستی کشور یک نهاد دولتی زیرمجموعه وزارت تعاون، کار و رفاه اجتماعی است که خدماتی را به افراد نیازمند جامعه ارائه می‌دهد. بنیانگذاران این نهاد محمدعلی فیاض‌بخش و سید محمدباقر حسینی لواسانی می‌باشند.

## پیشینه
بعد از انقلاب ایران این نهاد از ادغام سازمان‌های خیریه و حمایتی که در این بخش فعالیت می‌کردند، فعال شد؛ و سپس به موجب لایحه قانونی مورخ ۱۳۵۹/۴/۲۴ و در جهت تحقق مفاد اصول سوم، بیست و یکم و بیست و نهم قانون اساسی جمهوری اسلامی ایران، از ادغام ۱۶ سازمان، نهاد، مؤسسه و انجمن خیریه به سازمان بهزیستی نامگذاری گردید. بعد از آن در تیرماه سال ۱۳۸۳ بر اساس قانون ساختار وزارت رفاه و تأمین اجتماعی، این سازمان به همراه سازمان‌های تأمین اجتماعی و بیمه خدمات درمانی از وزارت بهداشت، درمان و آموزش جدا و زیرمجموعه وزارت رفاه و تأمین اجتماعی شد.

### قتل مهسا گلستانی
سید جواد حسینی (رئیس سازمان بهزیستی کشور از آبان ۱۴۰۳ تاکنون) مدت کوتاهی پس از ریاست سازمان بهزیستی کشور با قتل مهسا گلستانی مواجه شد و در مصاحبه‌ای از اخراج مقصران ادعاشدهٔ این حادثه که به‌دلیل کوتاهی این سازمان بود، خبر داد. سپس در ۴ آذر ۱۴۰۳ حجت‌الله شریعتمداری (فرماندار کاشمر) در حمایت از اعظم حسن‌زاده (رئیس بهزیستی کاشمر) که یکی از مقصران ادعاشده بود، گفت: «بررسی‌های ما در شهرستان به‌عنوان نماینده عالی دولت نشان می‌دهد که اداره بهزیستی کاشمر فراتر از وظیفه‌ای که داشته به وظایف خودش در این خصوص عمل نموده است. علیرغم پیگیری‌ها و تماس‌هایی که داشتم اما متأسفانه به جای این‌که با سرمنشاء این مسئله و حادثه تلخ برخورد کنند در یک اقدام عجولانه اقدام به برکناری مدیر شهرستان کردند». همچنین وی تهدید کرد که: «اگر همچنان اصرار بر برکناری خانم حسن‌زاده از ریاست دارند، به‌عنوان نمایندهٔ عالی دولت اسنادی را افشا خواهم کرد تا افکار عمومی جامعه بدانند چه کسی مقصر اصلی بوده است». جواد نیک‌بین (نمایندهٔ حوزه انتخابیه کاشمر) نیز در همان روز گفت: «در این اتفاق باید افراد دیگری عزل می‌شدند». وی افزود: «عزل خانم حسن‌زاده از سمت ریاست بهزیستی کاشمر غیرقانونی، غیرشرعی و غیرمنصفانه بوده است».

## رؤسای سازمان
- سید جواد حسینی (آبان ۱۴۰۳ تاکنون)[۹]
- سید جواد حسینی (سرپرست) (مهر تا آبان ۱۴۰۳)[۱۰]
- علی‌محمد قادری (آبان ۱۴۰۰ تا مهر ۱۴۰۳)[۱۱]
- وحید قبادی دانا (دی ۱۳۹۷ تا آبان ۱۴۰۰)
- انوشیروان محسنی بندپی (فروردین ۱۳۹۴ تا دی ۱۳۹۷)
- همایون هاشمی (شهریور ۱۳۹۰ تا فروردین ۱۳۹۴)
- احمد اسفندیاری (سرپرست) (اردیبهشت ۱۳۸۹ تا شهریور ۱۳۹۰)
- ابوالحسن فقیه (مهر ۱۳۸۴ تا اردیبهشت ۱۳۸۹)
- محمدرضا راه‌چمنی (مهر ۱۳۸۰ تا مهر ۱۳۸۴)
- غلامرضا انصاری (۱۳۷۶ تا ۱۳۸۰)
- سید محمد جزایری (۱۳۷۳ تا ۱۳۷۶)
- محمدرضا محمدی (شهریور ۱۳۷۰ تا ۱۳۷۳)
- محمد یاری‌گر روش (بهمن ۱۳۶۳ تا شهریور ۱۳۷۰)
- جواد اژه‌ای (آبان ۱۳۶۱ تا بهمن ۱۳۶۳)
- ابوالفضل اجاره‌دار (سرپرست) (مرداد تا آبان ۱۳۶۱)
- محمود روحانی (مرداد ۱۳۶۰ تا مرداد ۱۳۶۱)
- سید حسین شهرستانی (سرپرست) (تیر تا مرداد ۱۳۶۰)
- محمدعلی فیاض‌بخش (شهریور ۱۳۵۹ تا تیر ۱۳۶۰)[۱۲]

## خدمات سازمان
خدمات این مراکز عبارتند از: مراکز درمان و بازتوانی معتادین، خانه سلامت دختران و زنان، مراکز توان‌بخشی و درمان بیماران روانی مزمن، نگهداری شبانه‌روزی کودکان بی‌سرپرست و خیابانی، ارائه خدمات به دختران و زنان آسیب‌دیده اجتماعی، ارائه خدمات به مددجویان و نیازمندان بی‌بضاعت، ارائه خدمات مشاوره، نگهداری معلولان، حرفه‌آموزی معلولان، توان‌بخشی و نگهداری سالمندان، خدمات مشاوره ژنتیک، انجمن‌ها و مؤسسات غیردولتی و خیریه و مجتمع‌های مراکز خدمات بهزیستی و کلینیک‌های مددکاری اجتماعی

### اورژانس اجتماعی
اورژانس اجتماعی مرکزی است که به آسیب‌های اجتماعی از قبیل: کودک‌آزاری، همسرآزاری، سالمندآزاری، معلول‌آزاری، خشونت‌های خانگی و مواردی مشابه خدمات تخصصی ارائه می‌دهد. پذیرش، خدمات تخصصی، ترخیص و پیگیری پس از ترخیص بخشی از خدمات اورژانس اجتماعی است.

### توانمندسازی زنان سرپرست خانوار
یکی از خدمات سازمان بهزیستی کشور در زمینه بازتوانی و توانمندسازی خانواده‌های نیازمند و بی‌سرپرست می‌باشد. حمایت و ارائه خدمات به افراد و گروه‌هایی که بنا به دلایل اقتصادی، اجتماعی، تربیتی و فرهنگی از روال عادی زندگی بازمانده اند و در وضعیت اضطراری قرار دارند در دستور کار سازمان بهزیستی می‌باشد.

### توانمندسازی معتادان بهبودیافته
یکی از خدمات سازمان بهزیستی در زمینه توانمندسازی معتادان بهبودیافته در ابعاد مختلف روحی و روانی، فرهنگی، اجتماعی و اقتصادی می‌باشد. بهبودیافتگانی که مدت ۱۸ ماه از مدت زمان پاکی آنان بگذرد و نیز آموزش‌های لازم در زمینه آماده‌سازی شغلی و مهارت‌های زندگی را طی نموده باشند می‌توانند از تسهیلات اشتغال برخوردار گردند. اشتغال بهبود یافتگان و توانمند شدن آنان در زمینه‌های اقتصادی و اجتماعی، نقش قابل توجهی در پیشگیری از بازگشت مجدد آنان به سمت و سوی آسیب اعتیاد دارد.

## خدمات سازمان بهزیستی در مورد کودکان کار و خیابان
کودکان کار و خیابان یکی از گروه‌های هدفِ دفتر امور آسیب‌های اجتماعی سازمان بهزیستی می‌باشد که توانمندسازی این کودکان در ابعاد متنوع فرهنگی، تحصیلی، ورزشی و … در دستور کار مراکز ساماندهی کودکان کار و خیابان در سطح کشور قرار دارد. در حال حاضر در استان‌های مختلف کشور خدمات تخصصی مددکاری اجتماعی و روانشناختی به این دسته از کودکان ارائه می‌گردد.

## سفیر طلایی سازمان بهزیستی
در ۱۷ اسفند ۱۳۹۱ محمد رویانیان (مدیرعامل پیشین باشگاه پرسپولیس تهران) از سوی این سازمان به عنوان سفیر طلایی سازمان بهزیستی معرفی شد.

## هفته بهزیستی
هفته بهزیستی همه ساله به مناسبت گرامیداشت سالروز تأسیس سازمان بهزیستی کشور برگزار می‌شود و در این هفته مراسمات، افتتاحیه‌ها و بازدیدهای متنوع و متعددی توسط مسئولان و کارکنان سازمان بهزیستی در سطح استان‌ها و شهرهای مختلف کشور صورت می‌پذیرد.
در ایران روز ۲۵ تیرماه به‌عنوان روز بهزیستی و تأمین اجتماعی نامگذاری شده است.